# Octubre polaco
Octubre Polaco (en polaco: Polski październik), también conocido como Octubre de 1956, Deshielo polaco, o Deshielo de Gomułka, se refiere al cambio en la escena política interna polaca que se dio en la segunda mitad de 1956. Algunos científicos sociales la designan como la Revolución Polaca de Octubre que, si bien fue menos dramática que la Revolución Húngara de 1956, pudo haber tenido un impacto aún más profundo en el Bloque del Este y en las relaciones de la Unión Soviética con sus camaradas comunistas de Europa del Este.
Para Polonia, 1956 fue un año de transición. La situación internacional, en particular las muertes del líder soviético Iósif Stalin y del líder comunista polaco Bolesław Bierut, debilitó significativamente a la facción estalinista de línea dura en Polonia. Las protestas en junio por parte de los trabajadores en Poznań pusieron de relieve la insatisfacción popular con respecto a la situación en curso. Los eventos que sucedieron tuvieron como resultado la toma del poder de la facción reformista, liderada por Władysław Gomułka. Luego de breves, pero tensas negociaciones con la Unión Soviética, los soviéticos otorgaron permiso para que Gomułka permaneciera en el poder e hicieron varias otras concesiones que se reflejaron en una autonomía más amplia para el gobierno polaco. Para los ciudadanos polacos, esto significó la liberalización temporal de la vida en Polonia. Con el tiempo, las esperanzas de una liberalización total probaron ser falsas cuando el régimen de Gomułka se volvió más conservador; sin embargo, la era estalinista de Polonia había terminado.

## Desarrollo
El deshielo de Gomułka fue causado por varios factores. La muerte de Stalin en 1953 y la consiguiente Desestalinización propiciaron debates sobre temas fundamentales a lo largo de todo el Bloque del Este. El discurso de Nikita Jrushchov acerca del culto a la personalidad y sus consecuencias tuvo implicaciones amplias para la Unión Soviética y para otros países comunistas.
En Polonia, además de la crítica al culto a la personalidad, temas populares de debate se centraron en torno al derecho a llevar un curso más independiente de "socialismo local, nacional", en lugar de seguir el modelo soviético en cada detalle. Por ejemplo, muchos miembros del Partido Obrero Unificado Polaco (PZPR) criticaban la ejecución ordenada por Stalin de comunistas polacos mayores durante la Gran Purga. Otros factores contribuyeron a la desestabilización de Polonia. Estos incluyen la deserción ampliamente publicitada en 1953 del agente de alto rango de la inteligencia polaca Józef Światło, que tuvo como consecuencia el debilitamiento del Ministerio de Seguridad Pública de Polonia (policía secreta polaca). Asimismo, la muerte imprevista en Moscú en 1956 de Bolesław Bierut, el primer secretario del Partido Obrero Unificado (conocido como el "Stalin de Polonia"), llevó a incrementar la rivalidad entre varias facciones de comunistas polacos y a incrementar las tensiones en la sociedad polaca, culminando en las Protestas de Poznań de 1956 (también conocidas como Junio del 56).
El Secretariado del PZPR decidió que el discurso de Jrushchov debía tener amplia circulación en Polonia, una decisión única en el Bloque del Este. Los sucesores de Bierut aprovecharon la condena de Jrushchov de la política estalinista como una oportunidad perfecta para probar sus credenciales reformistas y democráticas y su disposición para romper con el legado estalinista. A fines de marzo y principios de abril, miles de mítines partidarios tuvieron lugar en toda Polonia, con la bendición del Politburó y el Secretariado. Decenas de miles tomaron parte en tales mítines. El plan del Secretariado tuvo éxito más allá de lo esperado. Durante este periodo, toda la atmósfera política había cambiado. Se preguntaron cuestiones duras sobre la legitimidad de los comunistas polacos, la responsabilidad por los crímenes de Stalin, el arresto del crecientemente popular Władysław Gomułka y temas sobre las relaciones soviéticas-polacas, tales como la presencia militar soviética continuada en Polonia, el Pacto Ribbentrop-Mólotov, la Masacre de Katyn y el fracaso soviético en apoyar el alzamiento de Varsovia. Se demandaba un nuevo congreso del Partido, así como un mayor rol para el Sejm y una garantía de libertades personales. Alarmado por el proceso, el Secretariado del Partido decidió ocultar el discurso del público general.
En junio de 1956, hubo una insurrección en Poznań. Los trabajadores se amotinaron para protestar por la escasez de alimentos y bienes de consumo, malas viviendas, declive del ingreso real, relaciones comerciales con la Unión Soviética y mal manejo de la economía. Inicialmente, el gobierno polaco respondió etiquetando a los manifestantes como "agentes provocadores contrarrevolucionarios e imperialistas". Entre 57 y 78 personas —mayormente manifestantes— fueron asesinadas, y cientos fueron heridas y arrestadas. Poco después, sin embargo, la jerarquía del partido reconoció que los disturbios habían despertado un movimiento nacionalista y cambiaron de opinión. Los salarios fueron incrementados en un 50% y se prometió un cambio económico y político.
Los manifestantes de Poznań, aunque era el grupo más grande, no eran los únicos en Polonia, donde la protesta social reanudó su furia ese otoño. El 18 de noviembre, manifestantes destruyeron la sede de la milicia y equipo de interferencia radial en Bydgoszcz; y el 10 de diciembre, una multitud en Szczecin atacó edificios públicos, incluyendo una prisión, la oficina del fiscal de la nación, la sede de la milicia y el consulado soviético. En todo el país, la gente criticaba a la policía de seguiría y pedía la disolución del Comité de Seguridad Pública y el castigo de sus funcionarios más culpables. Se hicieron demandas para la exposición de colaboradores de la policía secreta y los presuntos colaboradores fueron frecuentemente asaltados. En muchas localidades, se reunieron multitudes fuera de la sede de la policía secreta, gritaban eslóganes hostiles y rompían sus ventanas. Tuvieron lugar mítines públicos, manifestaciones y marchas callejeras en cientos de pueblos en todo Polonia. Los mítines eran usualmente organizados por las células partidarias locales, autoridades locales y sindicatos; sin embargo, los organizadores oficiales tendían a perder el control cuando el contenido político excedía su agenda origina. A menudo, la muchedumbre tomaba acciones radicales, en muchos casos resultando en disturbios en las calles y choques con la policía y con otros organismos encargados de velar por el cumplimiemto de la ley. La actividad en las calles alcanzó su momento crítico durante e inmediatamente después del VIII Plenum del Comité Central del PZPR que tuvo lugar del 19 al 21 de octubre; pero los disturbios continuaron hasta finales de año. Tuvo lugar recrudecimiento concurrente del sentimiento religioso y clerical. Se cantaban himnos y se pedía la liberación del cardenal Wyszyński y la reincorporación de obispos silenciados, así como la reintroducción de educación religiosa y de crucifijos en los salones de clase. El nacionalismo fue el cemento de la movilización de masas y dominó los mítines públicos, durante los cuales las personas cantaban el himno nacional y otras canciones patrióticas, pidiendo el retorno del águila blanca a la bandera y los uniformes tradicionales del ejército y atacando la dependencia de Polonia hacia la Unión Soviética y sus militares. Demandaban el retorno de los Territorios polacos anexionados por la Unión Soviética, una explicación por la masacre de Katyn y la eliminación de la lengua rusa del curriculum educativo. En los últimos diez días de octubre, los monumentos del ejército rojo, despreciados por los polacos, fueron atacados: las estrellas rojas fueron sacadas de los tejados de las casas, fábricas y escuelas; las banderas rojas fueron destruidas; y los retratos de Konstantín Rokosovski, comandante soviético a cargo de las operaciones que condujeron las fuerzas alemanas nazis fuera de Polonia, fueron llenadas de pintas. Se realizaron intentos de entrar a la fuerza en las casas de ciudadanos soviéticos, mayormente en la Baja Silesia, hogar de muchas tropas soviéticas. No obstante, a diferencia de los manifestantes en Hungría y Poznań, los activistas limitaron sus demandas políticas y comportamiento que no era puramente anticomunista y antisistema. Las autoridades comunistas no fueron desafiadas abierta e inequívocamente, como lo habían sido en junio, y los eslóganes anticomunistas que habían prevalecido en el levantamiento de junio (como "Queremos elecciones libres", "Abajo la dictadura comunista" o "Abajo con el Partido") estaban menos extendidos. Así, los comités del Partido no fueron atacados.

## Cambio político

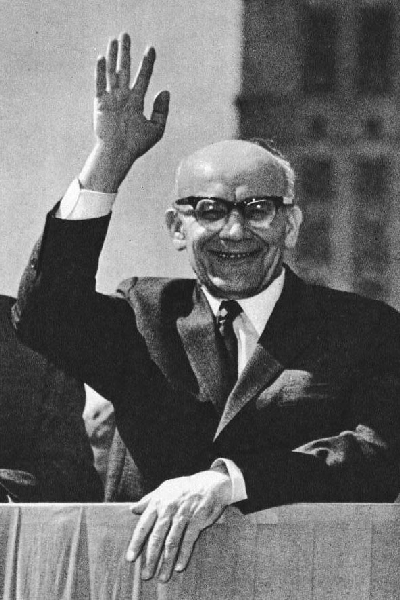
Władysław Gomułka.

Durante la VIII reunión del Pleno, el primer ministro Polaco Edward Ochab nominó a Władysław Gomułka como Primer Secretario del Partido. Gomułka era un moderado que se había indispuesto con la facción estalinista de línea dura y había sido purgado en 1951 después de perder su batalla con Bierut. La decisión fue tomada para rehabilitar a Gomułka y elegirlo para el puesto de Primer Secretario del Comité Central del PZPR. Gomułka probó ser aceptable para ambas facciones de comunistas polacos: los reformistas que defendían la liberalización del sistema; y los de línea dura que se dieron que necesitaban comprometerse. Gomułka insistió en que le dieran poder real para implementar reformas. Una condición específica que él impuso fue que el mariscal soviético Konstantín Rokosovski, que había movilizado tropas contra los trabajadores de Poznań, sea removido del Politburó polaco y del Ministerio de Defensa, demanda que aceptó Ochab. La mayoría de los líderes polacos, apoyados tanto por el ejército como por el cuerpo de seguridad interna, llevaron a Gomułka y varios asociados al Politburó y lo designaron como Primer Secretario. Inimputable por los escándalos del estalinismo, Gomułka era aceptable para las masas polacas, pero al principio era visto con mucha sospecha por Moscú.
La jefatura soviética vio los eventos en Polonia con alarma. La desestalinización también estaba en camino en la Unión Soviética, pero la dirigencia soviética no vio la reforma democrática que el público polaco deseaba como una solución aceptable. En Moscú, la creencia de que cualquier tendencia hacia la democracia en un país del Bloque podía llevar a la destrucción del comunismo y a la ruina de la influencia soviética en la región. La Europa del Este creaba como una valla entre el comunismo soviético y la democracia occidental y cualquier golpe en la pared podía terminar con el poder soviético. La Unión Soviética no estaba preocupada solamente por las implicaciones políticas de una reforma, sino también por las implicaciones económicas. Económicamente, la Unión Soviética había invertido fuertemente en Polonia: había financiado la industria polaca y era el principio socio comercial de Polonia. La Unión Soviética dirigía qué productos producía Polonia: los soviéticos compraban los productos y ellos importaban bienes de Polonia que no eran ya producidos dentro de su país. Luego, las economías polaca y soviética estaban fuertemente integradas; cualquier reforma, sea política o económica, en uno de los países tendría inevitablemente un gran impacto en el otro. Debido a que Polonia estaba inextricablemente conectada con la Unión Soviética en el ámbito económico, la idea de una economía polaca independiente no era realista. El país había sido forzado a depender de los soviéticos por tanto tiempo que cortar ese vínculo abruptamente sería desastroso. Entonces, ambos países mantenían un poder crucial en diferentes facetas. Polonia podía amenazar la fortaleza y el poder soviético en Europa del Este políticamente, mientras que la Unión Soviética podía destruir en esencia la economía polaca. Por tanto, cualquier reforma en el gobierno polaco tendría que haber cedida a alguna de las demandas soviéticas, mientras que los soviéticos concurrentemente habrían tenido que ceder ante un socio vital.
La selección de Gomulka fue hecha a pesar de las amenazas de Moscú de invadir Polonia si el PZPR elegía a Gomulka. Una delegación de alto nivel del Comité Central Soviético voló a Polonia en un intento de bloquear el retorno de Gomułka a la dirección del partido. Fue liderada por Nikita Jrushchov e incluyó a Anastás Mikoyán, Nikolái Bulganin, Viacheslav Mólotov, Lázar Kaganóvich e Iván Kónev, entre otros. Las negociaciones fueron tensas: tanto las tropas polacas como las soviéticas fueron puestas en alerta, entablaron "maniobras" y fueron utilizadas como amenazas apenas veladas. La dirigencia polaca dejó en claro que la cara del comunismo debía ser más nacionalizada; ya no podría la Unión Soviética controlar directamente al gobierno polaco. En este sentido, el discurso de Jrushchov trabajó en contra de los dirigentes del PCUS. Durante el estalinismo, la Unión Soviética había ubicado a comunistas polacos del todo fieles a Moscú, o incluso a funcionarios soviéticos, en posiciones políticas importantes en Polonia; en 1956, incluso el puesto de ministro de Defensa estaba ocupado por el mariscal soviético Konstantín Rokosovski, que había servido toda su carrera en el Ejército Rojo. Tras denunciar el estalinismo de forma tan vehemente en su discurso, Jrushchov no podía retroceder a la posición estalinista de imponer más soviéticos en la cumbre del gobierno polaco.
Reconociendo el clamor popular, los comunistas polacos necesitaban mantener a los soviéticos fuera del control directo, pero no podían alzar sus demandas a un punto que hiciera peligrar sus relaciones con el bloque. Gomułka demandó una mayor autonomía y permiso para llevar a cabo algunas reformas, pero también aseguró a los soviéticos que las reformas eran asuntos internos y que Polonia no tenía intención de abandonar el comunismo ni romper sus tratados con la Unión Soviética. Los soviéticos también fueron presionados por la República Popular China para satisfacer las demandas polacas y estuvieron cada vez más distraídos por los eventos en Hungría. Finalmente, cuando se aseguró a Jrushchov que Gomulka no alteraría los fundamentos básicos del comunismo polaco, aquel retiró la amenaza de invasión y accedió a transigir, mientras que Gomułka fue confirmado en su nuevo cargo.
La postura de la dirigencia contribuyó a la dimensión política relativamente moderada de la protesta social en octubre. También fueron cruciales los impactos del nacionalismo y los sentimientos nacionalistas, que motivaron la protesta social en junio, pero la desalentaron en octubre cuando la amenaza de invasión soviética contra Gomułka y sus seguidores transformó la imagen social de los comunistas polacos: en junio, todavía eran tratados como títeres y sirvientes de intereses extranjeros, antipolacos y excluidos de la comunidad nacional; mientras que, en octubre, se convirtieron en parte de la nación que se oponía a la dominación soviética. Gomułka fue apoyado de manera entusiasta por la gran mayoría de la sociedad, no fundamentalmente como líder comunista, sino como líder de una nación que, al resistir a las demandas soviéticas, encarnaba el anhelo nacional de independencia y soberanía. Su nombre fue coreado, junto con eslóganes antisoviéticos, en miles de reuniones: "Vete a casa, Rokossovski", "Abajo con los rusos", "Larga vida a Gomułka," "Queremos una Polonia libre". Mientras su imagen antisoviética era obviamente mítica y exagerada, estaba justificada en el imaginario popular por su línea antiestalinista en 1948 y por los años de subsecuente encarcelamiento. Así, los comunistas polacos se encontraron a sí mismos de manera inesperada a la cabeza de un movimiento de liberación nacional. El apoyo del público entusiasta ofrecido a Gomułka contribuyó a la legitimación del dominio comunista en Polonia, el cual incorporó sentimientos populares nacionales y antisoviéticos en las estructuras de poder prevalecientes. Si en Hungría la protesta social destruyó el sistema político, en Polonia fue absorbida en su interior.

## Consecuencias
La información sobre los acontecimientos en Polonia alcanzó el pueblo de Hungría a través del noticiero de Radio Free Europe/Radio Liberty y de comentarios entre el 19 y 22 de octubre de 1956 - Una manifestación de estudiantes en Budapest en apoyo de Władysław Gomułka, pidiendo reformas similares en Hungría, fue uno de los acontecimientos que provocaron la Revolución húngara de 1956. Los acontecimientos de Hungría en noviembre también ayudaron distraer a los soviéticos y asegurar el éxito del Octubre polaco.
Władysław Gomułka, en sus discursos públicos, criticó la dureza del estalinismo y prometió reformas para democratizar el país, lo que fue recibido con mucho entusiasmo. A mediados de noviembre, Gomulka había obtenido ganancias sustanciales en sus negociaciones con los soviéticos: la cancelación de las deudas existentes de Polonia, los nuevos términos comerciales preferenciales, el abandono de la impopular colectivización impuesto por los soviéticos de la agricultura polaca, y el permiso para liberalizar la política hacia la Iglesia católica. En diciembre, el estatuto de las fuerzas soviéticas en Polonia, el Grupo Norte de las Fuerzas, fue finalmente regulado.
A raíz de los acontecimientos de octubre, Konstantín Rokossovski y muchos otros "asesores" soviéticos abandonaron Polonia, señalando que Moscú estaba dispuesto a conceder a los comunistas polacos un poco más de independencia. El gobierno polaco rehabilitó muchas víctimas de la era estalinista, y muchos presos políticos fueron puestos en libertad. Las elecciones legislativas de Polonia de 1957 fueron mucho más liberal que la de 1952, aunque no podía ser considerada libre según los estándares occidentales.
Władysław Gomułka, sin embargo, no podía y no quería rechazar el comunismo o la dominación soviética, sólo podía conducir Polonia hacia una mayor independencia y "comunismo nacional polaco". Debido a estas ambiciones restringidas, que fueron reconocidos por los soviéticos, la revolución polaca tuvo un limitado éxito a diferencia de la revolución húngara. La promesa de Gomulka seguir un "camino polaco hacia el socialismo" más en armonía con las tradiciones y preferencias nacionales hizo que muchos polacos  interpretar el dramático enfrentamiento de 1956 como una señal de que el fin de la dictadura estaba a la vista. Inicialmente muy popular por sus reformas, referidas como "deshielo de Gomulka", Gomulka suavizó gradualmente su oposición a las presiones soviéticas, y las esperanzas de finales del 1950 para los principales cambios políticos en Polonia fueron reemplazados por la creciente desilusión de la década de 1960 . Al final, Gomulka fracasó en su objetivo de salvar el comunismo o el socialismo en Polonia.
La sociedad se hizo más liberal, y una sociedad civil empezó a desarrollarse, pero la democratización a medias no fue suficiente para satisfacer a la opinión pública polaca. En 1968 se produjo un aumento de  problemas económicos y el descontento popular terminaría quitando a Władysław Gomułka del poder en 1970. El régimen iba olvidándose de los cambios, pero también es cierto que la etapa estalinista ya había pasado a la historia.